# 熊欣欣
熊欣欣（英語：Hung Yan-yan，1962年2月25日—），中国著名男性动作演员、武术指导和导演。熊欣欣祖籍广西柳州，從小於廣西武術隊練武，並於1987年到香港發展。數部黃飛鴻系列電影，熊欣欣亦有參與演出重要角色，當中包括《黃飛鴻之二：男兒當自強》中飾九宮真人，《黃飛鴻之三：獅王爭霸》中飾鬼腳七等等。 他的太太是健美小姐蔡嘉利。

## 演出電影
- 1989年：《賭神》 飾 花柳成手下
- 1991年：《五億探長雷洛傳II之父子情仇》 飾 蝦頭
- 1992年：《猛鬼旅行團》
- 1992年：《新龍門客棧》 飾 曹添
- 1992年：《千面天王》
- 1992年：《黃飛鴻之二男兒當自強》 飾 九宮真人
- 1992年：《音樂殭屍》
- 1992年：《鹿鼎記 (1992年電影)》 飾 鰲拜手下鼓手
- 1992年：《黃飛鴻之三：獅王爭霸》 飾 鬼腳七
- 1993年：《黃飛鴻之四：王者之風》 飾 鬼腳七
- 1993年：《蘇乞兒》
- 1994年：《七金剛》
- 1994年：《黃飛鴻之五：龍城殲霸》 飾 鬼腳七
- 1995年：《小醉拳》
- 1995年：《南拳北腿》
- 1995年：《刀》 飾 飛龍
- 1995年：《金玉滿堂》 飾 黃榮
- 1997年：《双重火力》
- 1997年：《黄飞鸿之西域雄狮》 飾 鬼腳七
- 2006年：《黃飛鴻五大弟子》 飾 鬼腳七
- 2008年：《武俠梁祝》
- 2010年：《滅門》
- 2010年：《殭屍新戰士》
- 2011年：《新少林寺》 飾 索額圖
- 2011年：《競雄女俠·秋瑾》
- 2012年：《太極1從零開始》
- 2013年：《葉問：終極一戰》
- 2015年：《師父》
- 2016年：《樹大招風》

## 執導電影
- 2009年：《戰無雙》
- 2013年：《光輝歲月》

## 演出電視劇
- 1995年：《南拳北腿》平泰
- 1995年：《精武門》洪飛
- 2020年：《功夫戰警》洪爺(2016年拍攝)

## 外部連結
- 熊欣欣在香港影庫上的簡介